# أوغوستو إيناسيو
أوغوستو سواريس إيناسيو (بالبرتغالية: Augusto Soares Inácio‏) (مواليد 30 يناير 1955) هو لاعب كرة قدم برتغالي معتزل، لعب كظهير أيسر ويعمل حاليًا كمدرب. لعب أوغستو لناديي سبورتينغ لشبونة وبورتو البرتغاليين، ودوليًا مثّل منتخب البرتغال وشارك معهم في كأس العالم لكرة القدم 1986. عمل بعد اعتزاله في التدريب، وله مسيرة تدريبية كبيرة تجاوزت العشرين عامًا حتى الآن، درّب خلالها في ستة بلدان.

## مسيرته كلاعب
ولد أوغوستو في لشبونة، وبدأ مع نادي سبورتينغ لشبونة، ثم انتقل لنادي بورتو في عمر السابعة والعشرين، وحقق عدة بطولات من بينها الدوري البرتغالي الممتاز وكأس البرتغال مع كلا الفريقين. وشارك مع بورتو في نهائيي بطولتي الاتحاد الأوروبي لكرة القدم الرئيسيتين في الثمانييات؛ وخسر نهائي كأس الكؤوس الأوروبية موسم 1983–84 أمام يوفنتوس، ثم فازوا بلقب كأس أوروبا (دوري أبطال أوروبا حاليًا) في موسم 1986–87 على حساب بايرن ميونخ.
لعب أوغوستو 25 مباراة دولية مع منتخب البرتغال، بدأها يوم 5 ديسمبر 1976 في مباراة انتهت بالفوز 2–1 أمام قبرص في تصفيات كأس العالم 1978، كما مثّل منتخب بلاده في بطولة أمم أوروبا 1984 وكأس العالم 1986، وختم في الأخيرة مسيرته الدولية بالخسارة 1–3 في دور المجموعات أمام منتخب المغرب يوم 11 يوليو.

## مسيرته كمدرب
بعد اعتزاله كلاعب كرة قدم، بدأ مسيرته كمدرب من خلال نادي ريو أفي، ثم انتقل لناديه السابق بورتو كمساعد للمدرب بوبي روبسون، عمل أيضًا مع ناديه السابق الآخر سبورتينغ لشبونة، وقاده لتحقيق أول لقب لهم في 18 عام بفوزهم ببطولة الدوري البرتغالي الممتاز في موسم 1999–2000. درّب أيضًا أندية ديسبورتيفو دي شافيز وماريتيمو وفيتوريا دي غيماريش وبيرا مار.
وفي موسم 2005–06، حقق مع نادي آويرو لقب الدوري البرتغالي الدرجة الثانية، ما ضمن لهم التأهل للدرجة الممتازة، لكن على الرغم ذلك، أقيل أوغوستو بعد تسع مباريات فقط في الموسم التالي، كان قد حقق خلالهم ستة نقاط فقط. انقل بعد ذلك إلى نادي يونيكوس في الدوري اليوناني، ليستقيل يوم 15 يناير 2007 بعد هزيمة ثقيلة ضد باناثينايكوس. وبعد عشرة أيام فقط، خاض أوغوستو تجربة جديدة بانتقاله لإيران ليعمل مدربًا لنادي فولاد خوزستان في عقد استمر حتى يونيو 2007. ورغم هبوط الفريق إلى دوري آزادغان مدّد عقده مع الفريق لموسم آخر، وفي مايو 2008، تولى تدريب إنتر كلوب في لواندا بأنغولا. أقيل في صيف 2009 قبل أن يتعاقد يوم 13 سبتمبر مع نادي نافال، ليعود من خلاله إلى البرتغال بعقد لمدة عام، وفي بداية ذلك الموسم (2009–10) حقق نقطة واحدة في أربعة مباريات، إلا أنه استعاد توازن فريقه لينهي الموسم في المركز الثامن.
بنهاية يناير 2012، أمضى عقدًا مع نادي دوري الدرجة الأولى الروماني فاسلوي. قاد بعد ذلك نادي موريرينسي في الدوري البرتغالي وحقق 4 انتصارات ,4 تعادلات و6 خسارات في 14 مباراة، ليهبط الفريق بذلك للدرجة الثانية. توقفت مسيرته التدريبية حينئذ وعمل كمدير لكرة القدم لناديه السابق سبورتنغ لشبونة، وفي يونيو 2015، عيّن مسؤولًا العلاقات الدولية لسبورتنغ.
عاد أوغوستو للتدريب في نهاية نوفمبر 2016، وحل بديلًا للمدرب بيبا بعد إقالته من منصب تدريب موريرينسي. وبعد شهر من توليه، قاد الفريق لتحقيق أول لقب لهم على الإطلاق بالفوز بكأس الدوري البرتغالي 2016–17 بعد الفوز في النهائي على سبورتينغ براغا في ملعب ألغارفي، وكان قد أقصى بورتو في دور المجموعات ثم بنفيكا في نصف النهائي.
تعاقد أوغوستو مع نادي الزمالك المصري يوم 6 أبريل 2017 بعقد مدته موسم ونصف.

## إحصائيات

### كمدرب[10]
| الفريق             | تاريخ توليه الفريق | نهاية الفترة   | الفترة   | الوظيفة    | مباريات | ف  | ت  | خ  | ن/م  |
| ------------------ | ------------------ | -------------- | -------- | ---------- | ------- | -- | -- | -- | ---- |
| بورتو تحت 19 سنة   | 1 يوليو 1989       | 30 يونيو 1991  | 729 يوم  | مدرب       | -       | -  | -  | -  | -    |
| ريو أفي            | 1 يوليو 1991       | 30 يونيو 1992  | 365 يوم  | مدرب       | -       | -  | -  | -  | -    |
| بورتو              | 1 يوليو 1992       | 30 يونيو 1996  | 1460 يوم | مدرب مساعد | -       | -  | -  | -  | -    |
| فيلجويراس          | 1 يوليو 1996       | 30 مايو 1997   | 272 يوم  | مدرب       | -       | -  | -  | -  | -    |
| ماريتيمو           | 1 أبريل 1997       | 30 يونيو 1999  | 820 يوم  | مدرب       | 2       | 0  | 0  | 2  | -    |
| سبورتينغ لشبونة    | 1 يوليو 1997       | 7 ديسمبر 2000  | 525 يوم  | مدرب       | 7       | 1  | 1  | 5  | 0,57 |
| فيتوريا دي غيماريش | 28 يناير 2001      | 8 ديسمبر 2003  | 1044 يوم | مدرب       | 6       | 1  | 0  | 5  | 0,50 |
| بيلينينسش          | 20 يناير 2004      | 12 مايو 2004   | 113 يوم  | مدرب       | 1       | 0  | 0  | 1  | -    |
| الأهلي             | 16 يوليو 2004      | 8 نوفمبر 2004  | 115 يوم  | مدرب       | -       | -  | -  | -  | -    |
| بيرا مار           | 4 أبريل 2005       | 7 نوفمبر 2006  | 582 يوم  | مدرب       | 46      | 19 | 19 | 8  | 1,65 |
| يونيكوس            | 7 نوفمبر 2006      | 15 يناير 2007  | 69 يوم   | مدرب       | 11      | 1  | 2  | 8  | 0,45 |
| فولاد خوزستان      | 23 يناير 2007      | 30 أبريل 2008  | 463 يوم  | مدرب       | -       | -  | -  | -  | -    |
| إنتر كلوب          | 15 مايو 2008       | 20 أغسطس 2009  | 462 يوم  | مدرب       | -       | -  | -  | -  | -    |
| نافال              | 12 سبتمبر 2009     | 19 مايو 2010   | 249 يوم  | مدرب       | 33      | 14 | 6  | 13 | 1,45 |
| ليتشويس            | 24 مايو 2010       | 13 فبراير 2011 | 265 يوم  | مدرب       | 25      | 9  | 8  | 8  | 1,40 |
| فاسلوي             | 28 يناير 2012      | 4 يوليو 2012   | 158 يوم  | مدرب       | 19      | 14 | 1  | 4  | 2,26 |
| موريرينسي          | 30 يناير 2013      | 19 مايو 2013   | 109 يوم  | مدرب       | 14      | 4  | 4  | 6  | 1,14 |
| سبورتينغ لشبونة    | 20 مايو 2013       | 29 يوليو 2016  | 1166 يوم | مدير الكرة | -       | -  | -  | -  | -    |
| موريرينسي          | 28 نوفمبر 2016     | 20 مارس 2017   | 112 يوم  | مدرب       | 20      | 7  | 5  | 8  | 1,30 |
| الزمالك            | 6 أبريل 2017       | 27 يوليو 2017  | 112 يوم  | مدرب       | 20      | 10 | 5  | 5  | 1,75 |

## ألقابه

### كلاعب[11]
سبورتينغ لشبونة
- الدوري البرتغالي الممتاز: 1979–80, 1981–82
- كأس البرتغال: 1977–78, 1981–82

بورتو
- الدوري البرتغالي الممتاز: 1984–85, 1985–86, 1987–88
- كأس البرتغال: 1983–84, 1987–88
- كأس السوبر البرتغالي: 1985, 1987
- دوري أبطال أوروبا: 1986–87
- كأس السوبر الأوروبي: 1987
- كأس الإنتركونتيننتال: 1987
- كأس الكؤوس الأوروبية: الوصيف 1983–84

### كمدرب[11]
سبورتينغ لشبونة
- الدوري البرتغالي الممتاز: 1999–2000
- كأس السوبر البرتغالي: 2000–01

بورتو
- الدوري البرتغالي الممتاز: 1992–93، 1994–95، 1995–96
- كأس البرتغال: 1993–94
- كأس السوبر البرتغالي: 1992–93، 1993–94

بيرا مار
- الدوري البرتغالي الدرجة الثانية: 2005–06

موريرنسي
- كأس الدوري البرتغالي: 2016–17

## روابط خارجية
- أوغوستو إيناسيو على فرق كرة القدم الوطنية.كوم
- أوغوستو إيناسيو على موقع الاتحاد الدولي (مؤرشف)  (الإنجليزية)
- أوغوستو إيناسيو على موقع الاتحاد الأوربي (الإنجليزية)
- أوغوستو إيناسيو على موقع قاعدة بيانات كرة القدم.إي يو (الإنجليزية)
- أوغوستو إيناسيو على موقع ناشيونال فوتبول تيمز (الإنجليزية)